# Шин, Одри
Шин — искажённый вариант корейской фамилии Син.
Одри Шин (англ. Audrey Shin; род. 12 марта 2004) — американская фигуристка, выступающая в одиночном катании. Бронзовый призёр Гран-при США (2020) и участница чемпионата четырёх континентов (2022).
По состоянию на 3 ноября 2023 года занимает 15-е место в рейтинге Международного союза конькобежцев.

## Карьера
Родилась 12 марта 2004 года в Смиттауне, штат Нью-Йорк. Одри является старшим ребёнком в семье корейцев по происхождению Эрика и Николь Шин. У неё есть младшая сестра по имени Сидни. Часть детства провела на Манхэттене, где работал её отец. Обучается в онлайн-школе Connections Academy. Свободно говорит по-корейски, её корейское имя — Син Сумин (кор. 신수민). В юности ей больше всего нравились фигуристки-одиночницы Мао Асада и Ким Ёна.
Начала заниматься фигурным катанием в шесть лет, когда недалеко от церкви, которую она посещала, был построен каток. Ради развития спортивной карьеры, фигуристка переехала в Калифорнию, где два года каталась в группе у Рафаэля Арутюняна. В 2018 году её наставником стала Тэмми Гэмбилл, работающая в тренировочном центре Колорадо-Спрингс.
Под руководством Гэмбилл фигуристка начала прогрессировать. В январе 2019 года, занимая после короткой программы шестое промежуточное место, завершила юниорский чемпионат США с серебряной наградой. В мае ей была проведена операция по удалению ганглиозной кисты на правой лодыжке. Из-за последующих проблем с ботинком и лезвием Шин заняла двенадцатую позицию юниорского Гран-при в России и не прошла отбор на национальный чемпионат.
Участие в юношеских Олимпийских играх 2020, где она финишировала седьмой, оказало на спортсменку большой мотивационный эффект. Затем Шин завоевала бронзовую медаль на Гран-при США, являвшийся для неё дебютом на взрослом уровне. Она заняла третье место и в коротком, и в произвольном прокате, опередив в борьбе за бронзу бывшую чемпионку США и участницу Олимпийских игр Карен Чен.

## Стиль катания
Тренер Тэмми Гэмбилл характеризовала Одри как всесторонне развитую фигуристку. На своём дебютном взрослом турнире, которым был Гран-при США в 2020 году, Шин завоевала бронзу. По оценке автора olympics.com, этот результат являлся прорывным и неожиданным. Комментатор NBC Sports Джонни Вейр во время её выступления отметил, что юная фигуристка продемонстрировала очень зрелое катание. Чемпион Великобритании и участник Олимпиады 1980 Крис Ховарт, комментировавший тот турнир на канале Международного союза конькобежцев: «Хороша до безумия. Выдающаяся. Она — то, что надо. Шесть тройных прыжков, прекрасная хореография — мне нравится, как выстроена программа».

## Результаты
CS: Challenger Series
| Соревнования                | 16/17         | 17/18         | 18/19         | 19/20         | 20/21         | 21/22         | 22/23         | 23/24         |
| Международные               | Международные | Международные | Международные | Международные | Международные | Международные | Международные | Международные |
| --------------------------- | ------------- | ------------- | ------------- | ------------- | ------------- | ------------- | ------------- | ------------- |
| Четыре континента           |               |               |               |               |               | 4             |               |               |
| Гран-при Франции            |               |               |               |               |               |               | 5             |               |
| Гран-при Японии             |               |               |               |               |               |               | 4             |               |
| Гран-при США                |               |               |               |               | 3             | 12            |               |               |
| CS Autumn Classic           |               |               |               |               |               |               |               | 4             |
| CS U.S. Classic             |               |               |               |               |               |               | 4             |               |
| CS Cup of Austria           |               |               |               |               |               | 4             |               |               |
| CS Lombardia Trophy         |               |               |               |               |               | 3             |               |               |
| Cranberry Cup               |               |               |               |               |               | 4             | 1             |               |
| Международные среди юниоров |               |               |               |               |               |               |               |               |
| Олимпийские игры            |               |               |               | 7             |               |               |               |               |
| Philadelphia Summer         |               |               |               | 2             |               |               |               |               |
| Гран-при России             |               |               |               | 12            |               |               |               |               |
| Гран-при Литвы              |               |               | 11            |               |               |               |               |               |
| Egna Trophy                 |               |               | 4             |               |               |               |               |               |
| Asian Open Trophy           |               | 7             |               |               |               |               |               |               |
| Национальные                |               |               |               |               |               |               |               |               |
| Чемпионат США               |               |               |               |               | 7             | 6             |               |               |
| Чемпионат США — юн.         |               | 9             | 2             |               |               |               |               |               |
| Чемпионат США — нов.        | 9             |               |               |               |               |               |               |               |